# 棘轮 (乐器)

棘輪旳發聲原理

棘輪（ratchet）是敲擊樂器的一種，原理和工業用的棘輪一樣，裝有一個只能單方向轉動的齒輪，以及在齒牙邊裝上數塊薄木片。當齒輪轉動時，齒牙觸及薄木片令到其彎曲，及後木片反彈回原位並接觸下一個齒牙，期間兩者的磨擦及撞擊產生了「啪、啪」聲的聲響。它亦有其他的叫法，例如「bird scarer」（哈維格·布萊恩的歌德交響曲中提及的「bird scarer」亦是指棘輪），因為在外國，有時為了驅趕過多的鳥兒並趕絕牠們在家居的屋簷附近築巢，便在屋頂上裝了一個以風力推動的棘輪，靠棘耳的聲音令鳥類感到煩厭而飛走。

## 外形
現時使用的棘輪有兩類。較常用的是手搖式棘輪，演奏方式是藉著手腕的轉動帶動裝有木片的外框圍繞齒輪轉動。手搖式棘輪能作長時間而連續性的發聲，而且只需單手演奏，對於需同時兼顧多種樂器的敲擊樂手而言，無疑是較為方便。另外，樂手能控制外框轉動的快慢速度，令到音色上有變化。不過，這種棘輪的體型都較細小，木片的數量亦較少，所製造的音量並不算太大。
另一種為攪動式棘輪，樂器外形成「∧」形，外框以金屬製造，齒輪則改以塑膠製造，框外裝有搞動手柄，木片則鑲在金屬外框內。和手搖式棘輪相反，樂手一手持金屬外框的一側，另一隻手則搞動齒輪，令木片接觸經過的齒牙而發聲。搞動式棘輪所發出的聲量比手搖式棘輪更為響亮及尖銳，但樂手不可以兼顧其他敲擊樂器，而且不適合作長時間的搞動。

## 代表樂曲
在管絃樂曲中，很少會把棘輪作長時間使用，因為它的聲響很容易便能蓋過其他樂器。全首樂曲可能只會動用棘輪一至兩次而已。不過，棘輪的使用卻能大大增加樂曲的氣氛及緊張度。拉威爾為穆索斯基的《展覽會之畫》配器時，則兩度使用棘輪（在「侏儒」的末段及帶入至「基輔大門」前）；吉爾伯特與沙利文的輕歌劇《彭贊斯的海盜》終曲時以急速的棘輪搞動，代表出來營救少將的一群警察；其他的還有理察·史特勞斯的《狄爾的愉快惡作劇》、荀白克的《古雷之歌》、卡爾·奧夫的《布蘭詩歌》和潘德列茨基的《波蘭安魂曲》等。